# برج دار البارود
برج دار البارود أهم الحصون العسكرية السبعة المحيطة بمدينة طنجة شمال المملكة المغربية، يقع في الزاوية الشمالية الشرقية للمدينة العتيقة لمدينة طنجة. شكل برج دار البارود الحصن العسكري الأول للدفاع عن مدينة البوغاز من الأطماع التوسعية القادمة من وراء مضيق جبل طارق.

## الوصف
يمكن للزائر أن يسير من باب ضيق بساحة المرسى في دهليز طويل إلى غاية المستوى الأول حيث يوجد باب تاريخي بني بنمط معماري أوروبي تعلوه سنة 1214 (هجرية)، والباب شبيه بعدد من الأبواب بالسقالات والحصون المغربية.
بعد مدخل باب السقالة، علقت مجموعة صور لسلاطين الدولة العلوية والذين أولوا عناية كبيرة بالتحصينات العسكرية لمدينة طنجة، من أجل حمايتها من الأطماع الخارجية، بدءا بالسلطان مولاي الرشيد بن الشريف، مرورا بمولاي اسماعيل ومولاي سليمان ومولاي عبد الرحمن، إلى مولاي الحسن الأول. في المستوى الثاني من البرج، وضعت مجموعة من المجسمات التي تجسد معركتين، بحرية وبرية، بالقرب من طنجة، كما استنسخت مجموعة من النقوش على الأسوار التاريخية، والتي ترسم نماذج من سفن شراعية كبيرة، كما علقت لوحات تعريفية بالمدينة، بدءا بالفترة الرومانية، حيث كانت طنجة مقرا إداريا وعسكريا رئيسيا لموريتانيا الطنجية، ثم خلال العصر الوسيط، والاحتلالين البرتغالي والإنجليزي وإعادة بناء طنجة في عهد العلويين. في المستوى الثالث من البرح، تعرض مجسمات للتحصينات العسكرية لمدينة طنجة، حيث استنسخت مجسمات مصغرة للأبراج السبعة لمدينة طنجة، والمتمثلة في دار البارود والسلام والحجوي والإيرلنديين وكاترين وبن عمر والنعام، ومجسمات للأبواب السبعة. وحولت عدد من مخازن الذخيرة إلى قاعات عرض للأسلحة الخفيفة كالسيوف والبنادق، وأزياء العسكريين المغاربة، ثم نسخ لمخطوطات القرآن الكريم وبعض الوثائق، وقاعة لعرض شريط تعريفي بمدينة طنجة.

## المحتويات
يحتوي البرج على مخازن ذخيرة ومدافع متنوعة الأحجام من بينها على الخصوص مدفعين ضخمين من نوع أرمسترونغ الذين كان قد جلبهما السلطان الحسن الأول سنة 1880، وتحصينات عسكرية متنوعة على 3 مستويات أرضية، إلى جانب سراديب ذات استعمال عسكري.
ويضم البرج على مركز بسخر بأنواع مختلفة من الأسلحة والمخطوطات التاريخية وتلفه مدافع ضخمة كانت في مختلف الأسوار ولازلت هناك من أجل المحافظة على ذلك الأرث الغني الذي يبين عراقة وتاريخ المقاومة المغربية في شمال المغرب، تبلغ مساحته 2 800 متر مربع يضم هذا البرج بين أسوره مدافع تعود لقرون من الزمن وأدوات عسكرية لتحصين أسوار مدينة طنجة في حقب توالت فيها مقاومة البرتغالين والإنجليز والاسبان.

## ترميم وتهيئة
رمم وأُهل البرج من طرف شركة إعادة تهيئة المنطقة المينائية لطنجة المدينة ليكون مركز عرض حي يحكي تاريخ هذه المدينة مع مقاومة الاحتلال الأجنبي على مدى قرون. والذي كلف غلافا ماليا بقيمة 10 ملايين درهم.
أعطى الملك محمد السادس انطلاقة تهيئة منطقة ميناء طنجة المدينة سنة 2010، حيث رُممت الأسوار وهُيئت ورد الاعتبار لها، ومن بينها أسوار برج دار البارود، وقد تم سنة 2015 الانتهاء من ترميم الأسوار الممتدة على مسافة 2 كلم، ، وحول إلى برج دار البارود إلى مركز للتعريف بتحصينات مدينة طنج،. وذلك بعد التشاور مع سلطات الولاية وقطاع الثقافة والجماعة وكل المهتمين وعلماء الآثار.

## وصلات خارجية
- طنجة .. برج دار البارود التاريخي يتزين بمجسمات و مخطوطات عسكرية قديمة على يوتيوب
- متحف برج "دار البارود"..مجسمات تخلد الذاكرة العسكرية لطنجة على يوتيوب